# 銚子川

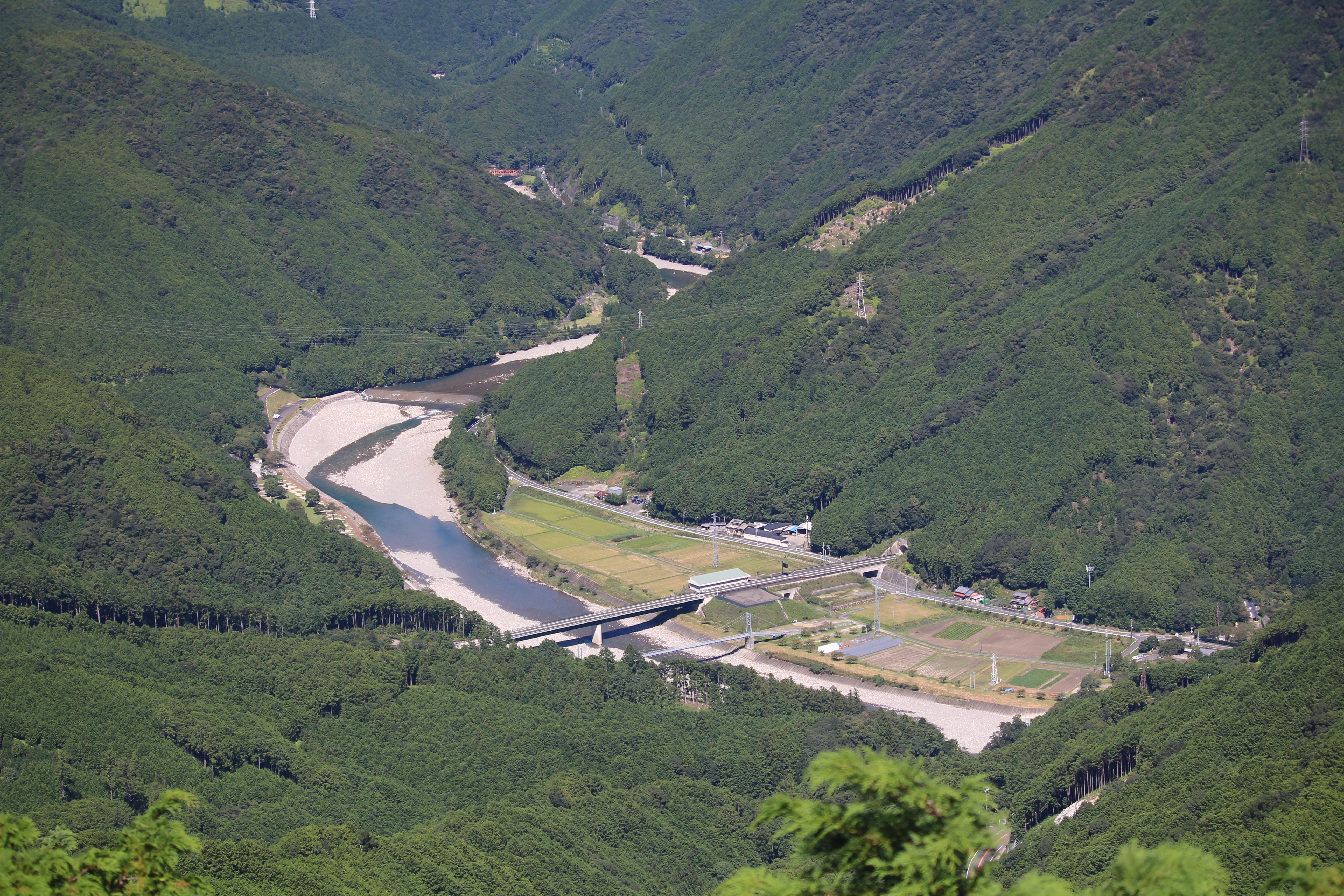
銚子川

銚子川（ちょうしがわ）は、大台ケ原を源流とし熊野灘へと注ぐ、三重県南部の紀北町を流れる二級河川。三重県環境課の環境基準点における河川水質ランキング水質調査で、2007年と2011年に第1位となった。河口に至るまで透明度が高いことから「奇跡の川」「奇跡の清流」とも呼ばれる。

## 概要
日本国内でも特に年間降水量が多い地域の大台ケ原を源流として、三重県南部の紀北町を流れ熊野灘へと注ぐ。源流部の標高は約1600mであり、わずか17㎞の距離の大半で山間を流れる。源流から河口までの大きな標高差と、河口から5.5kmほど遡行すると人家が途切れる流域人口の少なさから、清流を保ったまま海へ注ぐ。
透明度が高く、潜らなくても水深3ｍほどの川の底まで見ることができる。高い透明度を保つ理由の一つとして、「地下のもう一つの川」と言われる伏流水の存在が挙げられ、川の水が地下と地上を行き来しながら、汚れを浄化していることが知られる。地下の川からは2016年にチョウシガワメリタヨコエビという、銚子川でしか発見されていない新種のヨコエビも発見されている。源流部の谷には「清五郎滝」、上流部には浸食された花崗岩の渓谷、また支流の又口川沿いに約3kmにわたって巨岩や奇岩が林立する魚飛渓など渓谷美を形成する。河口部でも透明度が高いことで海水と川の水が混じり合う汽水域では、境界部がゆらゆらと揺らめく「ゆらゆら帯」が確認される。

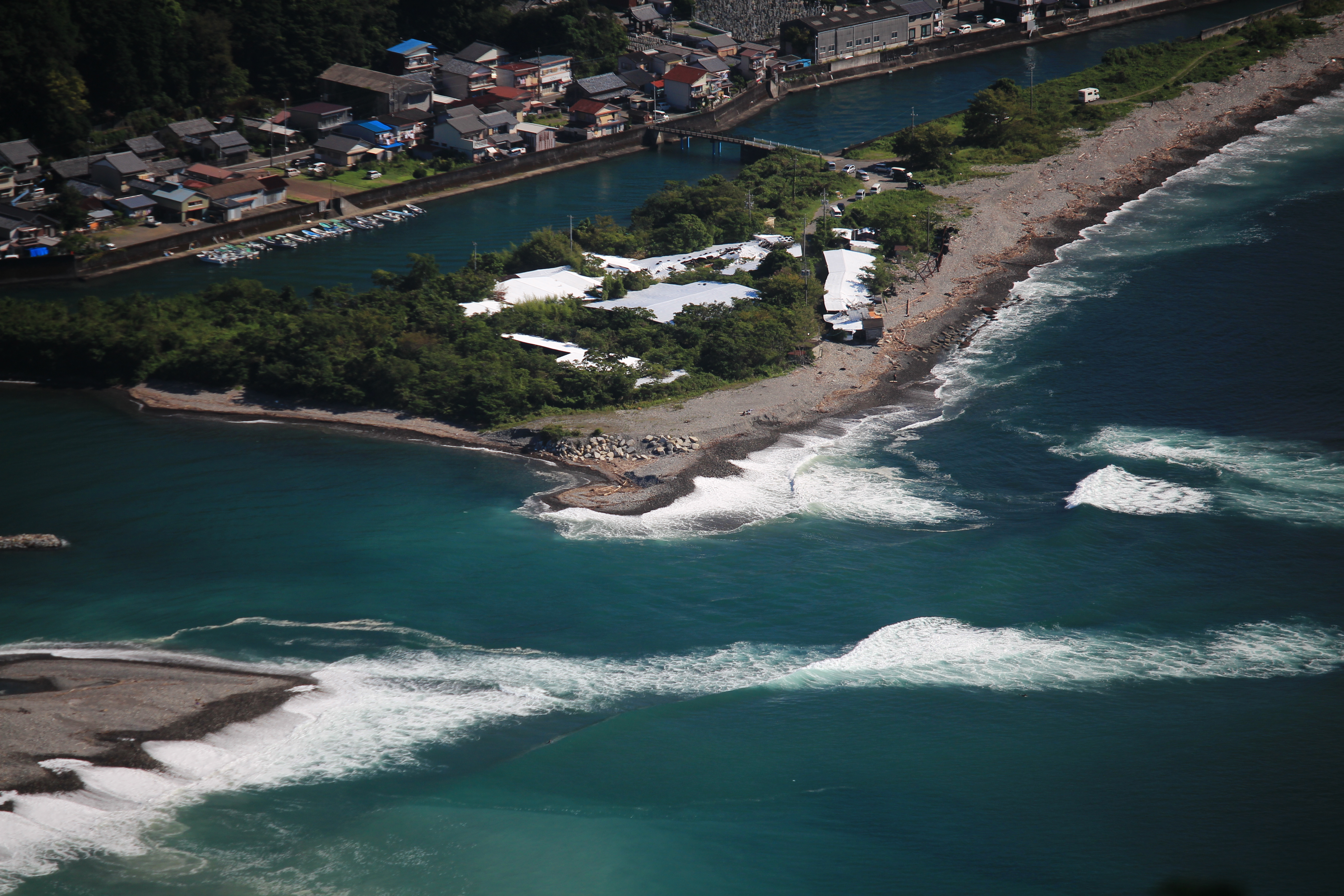
銚子川汽水域（尾鷲湾に流れる銚子川と船津川の河口、三重県紀北町海山区）

川に生息する魚種は、アユ、アマゴ、アユカケ、ルリヨシノボリ、ゴクラクハゼ、ボウズハゼ、カマツカ、ヒラテテナガエビなど清流を代表する魚種やエビをはじめ、チチブ、ヌマチチブ、カワムツ、オイカワ、ウグイ、ウナギ、シマヨシノボリなど多種に及ぶ。
流域には林業が発達し、山菜が多いことから特にイタドリ料理などの山菜料理が独自に発展した。また優秀な石工が多く、ユネスコ世界遺産熊野古道の「馬越峠」などでしられる石畳などが造設され、石工技術を受け継ぐ建設業者が現在でも存在する。

## 歴史
1916年から1925年にかけて四日市製紙が大台ケ原で森林伐採を行ない、銚子川沿いに簡易軌道を敷設して搬出を行った（銚子川森林鉄道）。この間、四日市製紙は流域で事業用の発電所を計画したが国への申請したが却下されたため、自家用の発電所の建設にとどまった。一方、既に地域で発電事業を行っていた尾鷲電気には発電所の建設が認められ、1923年に発電事業を開始した。

## 主な支流
二級河川と準用河川を下流側から順に記載する。
| 河川         | よみ                 | 次数    | 種別     | 管理者 | 主な経過地 | 河川延長 （km） | 備考 |
| ------------ | -------------------- | ------- | -------- | ------ | ---------- | --------------- | ---- |
| 銚子川       | ちょうしがわ         | 本川    | 二級河川 | 三重県 | 紀北町     | 17              |      |
| 清水川       | しみずがわ           | 1次支川 | 準用河川 | 紀北町 |            |                 |      |
| 馬越谷川     | まごせたにがわ       | 1次支川 | 準用河川 | 紀北町 |            |                 |      |
| 便ノ山東川   | びんのやまひがしがわ | 1次支川 | 準用河川 | 紀北町 |            |                 |      |
| 便の山西川   | にんのやまにしがわ   | 1次支川 | 準用河川 | 紀北町 |            |                 |      |
| 又口川       | またぐちがわ         | 1次支川 | 二級河川 | 三重県 |            |                 |      |
| 古和谷川     | こわたにがわ         | 2次支川 | 二級河川 | 三重県 |            |                 |      |
| クチスボ谷川 | くちすぼたにがわ     | 2次支川 | 二級河川 | 三重県 |            |                 |      |
| キヨラ谷川   | きよらたにがわ       | 2次支川 | 二級河川 | 三重県 |            |                 |      |
| 岩井谷川     | いわいたにがわ       | 1次支川 | 二級河川 | 三重県 |            |                 |      |
| 小谷小屋川   | こたにこやがわ       | 1次支川 | 二級河川 | 三重県 |            |                 |      |
| 清五郎滝川   | せいごろうたきがわ   | 1次支川 | 二級河川 | 三重県 |            |                 |      |

## 交通
下流・河口部の最寄り駅は北岸のJR紀勢本線相賀駅。南岸にある道の駅海山で電動自転車を貸し出しており、上流を探訪できる。

## ドキュメンタリー
- NHKスペシャル「見えないものが見える川〜奇跡の清流 銚子川〜」（2018年11月11日、NHK）[4]